# Loring W. Tu
Loring Wuliang Tu (* 17. August 1952 in Taipei) ist ein taiwanisch-US-amerikanischer Mathematiker.
Tu studierte an der McGill University und der Princeton University und wurde 1979 bei Phillip Griffiths an der Harvard University promoviert (Variation of Hodge Structure and the Local Torelli Problem). Er lehrte an der University of Michigan in Ann Arbor und der Johns Hopkins University und ist Professor an der Tufts University.
Er war unter anderem am Institute for Advanced Study, der Universität Paris VII und am Institut Henri Poincaré.
Tu befasste sich mit algebraischer Geometrie (unter anderem Hodge-Theorie), Differentialgeometrie und algebraischer Topologie einschließlich eines Lehrbuchs mit Raoul Bott über Differentialformen und algebraische Topologie.

## Schriften
- Hodge Theory and the Local Torelli Problem, Memoirs AMS 1983
- mit Raoul Bott: Differential Forms in Algebraic Topology, Springer 1982
- An Introduction to Manifolds, 2008, 2. Auflage, Springer 2011
- Differential Geometry: Connections, Curvature and Characteristic Classes, Springer 2017